# Dicranomyia bunyip
Dicranomyia bunyip är en tvåvingeart som först beskrevs av Günther Theischinger 1994.  Dicranomyia bunyip ingår i släktet Dicranomyia och familjen småharkrankar. Inga underarter finns listade i Catalogue of Life.